# Anthony Moris
Anthony Moris (Arlon, Bélgica, 29 de abril de 1990) es un futbolista luxemburgués que juega de portero en el Khaleej Club de la Liga Profesional Saudí.

## Selección nacional
Es internacional con la selección de fútbol de Luxemburgo, con la que debutó el 26 de mayo de 2014 frente a la selección de fútbol de Bélgica.
Precisamente con la selección belga fue internacional en las categorías sub-18, sub-19 y sub-21.

## Estadísticas

### Clubes
Actualizado al último partido disputado el 7 de noviembre de 2024.
| Standard de Lieja · Bélgica           | 1.ª           | 2011-12       | 8   | 15  | 2  | 3  | 1  | 0  | 11  | 18  |
| Standard de Lieja · Bélgica           | 1.ª           | 2012-13       | 2   | 4   | 2  | 3  | ―  | ―  | 4   | 7   |
| Standard de Lieja · Bélgica           | Total club    | Total club    | 10  | 19  | 4  | 6  | 1  | 0  | 15  | 25  |
| Sint-Truidense · Bélgica              | 2.ª           | 2013-14       | 9   | 10  | 0  | 0  | ―  | ―  | 9   | 10  |
| Sint-Truidense · Bélgica              | Total club    | Total club    | 9   | 10  | 0  | 0  | 0  | 0  | 9   | 10  |
| K. V. Malinas · Bélgica               | 1.ª           | 2014-15       | 4   | 0   | 0  | 0  | ―  | ―  | 4   | 0   |
| K. V. Malinas · Bélgica               | 1.ª           | 2015-16       | 1   | 5   | 0  | 0  | ―  | ―  | 1   | 5   |
| K. V. Malinas · Bélgica               | 1.ª           | 2016-17       | 12  | 15  | 0  | 0  | ―  | ―  | 12  | 15  |
| K. V. Malinas · Bélgica               | Total club    | Total club    | 17  | 20  | 0  | 0  | 0  | 0  | 17  | 20  |
| Excelsior Virton · Bélgica            | 3.ª           | 2018-19       | 25  | 16  | 2  | 4  | ―  | ―  | 27  | 20  |
| Excelsior Virton · Bélgica            | 2.ª           | 2019-20       | 24  | 19  | 0  | 0  | ―  | ―  | 24  | 19  |
| Excelsior Virton · Bélgica            | Total club    | Total club    | 49  | 35  | 2  | 4  | 0  | 0  | 51  | 39  |
| Union Saint-Gilloise · Bélgica        | 2.ª           | 2020-21       | 26  | 24  | 2  | 6  | ―  | ―  | 28  | 30  |
| Union Saint-Gilloise · Bélgica        | 1.ª           | 2021-22       | 39  | 32  | 0  | 0  | ―  | ―  | 39  | 32  |
| Union Saint-Gilloise · Bélgica        | 1.ª           | 2022-23       | 40  | 49  | 4  | 2  | 12 | 18 | 56  | 69  |
| Union Saint-Gilloise · Bélgica        | 1.ª           | 2023-24       | 39  | 42  | 4  | 3  | 10 | 12 | 53  | 57  |
| Union Saint-Gilloise · Bélgica        | 1.ª           | 2024-25       | 13  | 12  | 2  | 1  | 6  | 8  | 21  | 21  |
| Union Saint-Gilloise · Bélgica        | Total club    | Total club    | 157 | 159 | 12 | 12 | 28 | 38 | 197 | 209 |
| Total carrera                         | Total carrera | Total carrera | 242 | 243 | 18 | 22 | 29 | 39 | 289 | 303 |
| (1) Hace referencia a goles encajados |               |               |     |     |    |    |    |    |     |     |

## Palmarés

### Títulos nacionales
| Título                      | Club                 | País    | Año  |
| --------------------------- | -------------------- | ------- | ---- |
| Primera División de Bélgica | Standard de Lieja    | Bélgica | 2009 |
| Supercopa de Bélgica        | Standard de Lieja    | Bélgica | 2009 |
| Copa de Bélgica             | Standard de Lieja    | Bélgica | 2011 |
| Copa de Bélgica             | Union Saint-Gilloise | Bélgica | 2024 |
| Supercopa de Bélgica        | Union Saint-Gilloise | Bélgica | 2024 |
| Primera División de Bélgica | Union Saint-Gilloise | Bélgica | 2025 |